# Werner Schubert (Jurist)

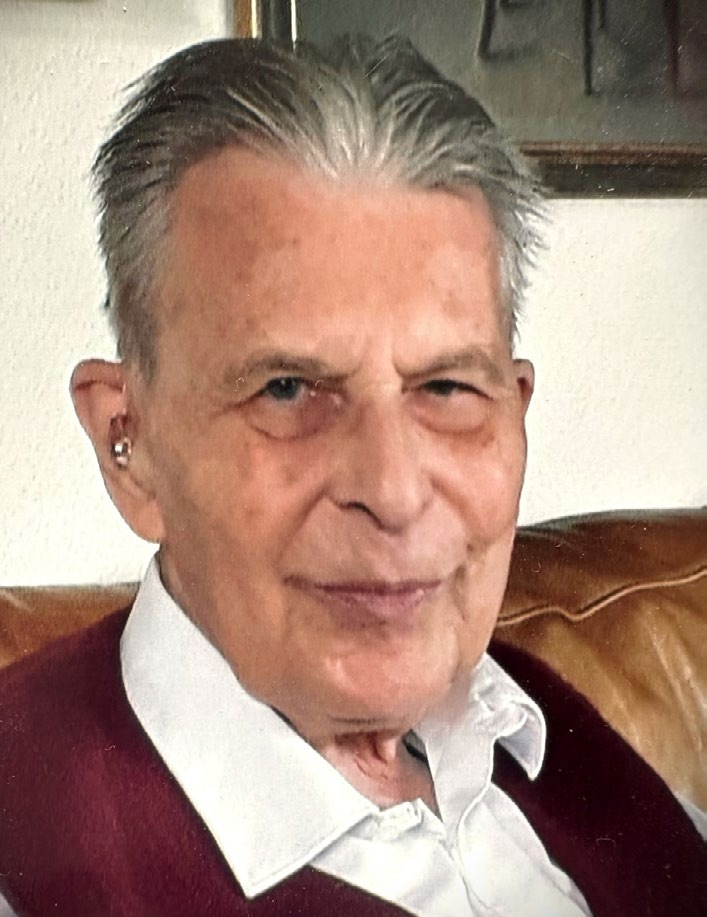
Werner Schubert

Werner Schubert (* 15. August 1936 in Patschkau, Landkreis Neisse, Provinz Oberschlesien; † 20. März 2024 in Altenholz, Kreis Rendsburg-Eckernförde, Schleswig-Holstein) war ein deutscher Rechtswissenschaftler. Er war bis 2001 Inhaber eines Lehrstuhls für Bürgerliches Recht, Römisches Recht, Europäische Privatrechtsgeschichte der Neuzeit und Rechtsvergleichung an der Universität Kiel.

## Leben und Werdegang
Schubert studierte Rechtswissenschaften an den Universitäten Hamburg, Marburg und Münster. 1966 wurde er in Münster mit einer Dissertation über „Die Entstehung der Vorschriften des BGB über Besitz- und Eigentumsübertragung“ bei Rudolf Gmür promoviert. 1974 habilitierte er sich an der Ruhr-Universität Bochum als Assistent von Hermann Dilcher mit einer Arbeit über „Französisches Recht in Deutschland zu Beginn des 19. Jahrhunderts“. 1977 wurde er auf einen Lehrstuhl für Rechtsgeschichte der Neuzeit, Römisches Recht, Bürgerliches Recht und Zivilprozessrecht in Kiel berufen. Spätere Rufe an die Universitäten Hannover und  Heidelberg lehnte er ab.
Schuberts Forschung befasste sich mit der Geschichte der Rezeption des Französischen Rechts in Deutschland, der Entstehung des Bürgerlichen Gesetzbuchs, zur preußischen Rechtsgeschichte, zum Reichsgericht sowie zur Gesetzgebungsgeschichte der Weimarer Republik und des Nationalsozialismus.
Schubert gab Quellen zur Entstehung des Bürgerlichen Gesetzbuchs von 1896, zur Preußischen Gesetzrevision, zu den Reichsjustizgesetzen, zur Strafrechtsreform der ersten Hälfte des 20. Jahrhunderts, zum Aktienrecht, zum Ehescheidungs- und Nichtehelichenrecht sowie zu den Arbeiten der Akademie für Deutsches Recht und zu der Urteilstätigkeit des Reichsgerichts heraus. Diese Quellen wurden zur Grundlage zahlreicher rechtshistorischer Monographien. Er war Mitglied der Vereinigung für Verfassungsgeschichte.
Am 20. März 2024 starb Werner Schubert in Altenholz im Alter von 87 Jahren.

## Schriften (Auswahl)
- Die Entstehung der Vorschriften des BGB über Besitz- und Eigentumsübertragung. Ein Beitrag zur Entstehungsgeschichte des BGB. De Gruyter, Berlin 1966 (zugl. Diss., Universität Münster, 1965).
- Französisches Recht in Deutschland zu Beginn des 19. Jahrhunderts. Zivilrecht, Gerichtsverfassungsrecht und Zivilprozessrecht. Böhlau, Köln/Wien 1977 (zugl. Habil.-Schrift, Ruhr-Universität Bochum).
- Bayern und das Bürgerliche Gesetzbuch. Die Protokolle der bayerischen BGB-Kommission (1881–1884). Gremer, Ebelsbach 1980.
- Die Projekte der Weimarer Republik zur Reform des Nichtehelichen-, des Adoptions- und des Ehescheidungsrechts. Schöningh, Paderborn 1986.
- Preußen im Vormärz. Die Verhandlungen der Provinziallandtage von Brandenburg, Pommern, Posen, Sachsen und Schlesien sowie – im Anhang – von Ostpreußen, Westfalen und der Rheinprovinz (1841–1845).  Lang, Frankfurt am Main 1999.
- Zur Geschichte der Justizverfassung in Schleswig-Holstein im 19. und 20. Jahrhundert. Quellen und Studien. Lang, Frankfurt am Main 2012.